# Albin de Angers
Albin de Angers (n. 470 d.Hr., Vannes, Golfe du Morbihan - Vannes agglomération⁠(d), Franța – d. 1 martie 550 d.Hr., Angers, Franța) a fost un călugăr originar din Bretania, episcop de Angers din 529, venerat ca sfânt taumaturg.
Gregor de Tours a remarcat în secolul al VI-lea răspândirea cultului Sfântului Albin din Franța până în Anglia, Germania și Polonia.
Venantius Fortunatus, contemporanul său, a scris o biografie a episcopului Albin. 
Din Mănăstirea Saint-Aubin din Angers⁠(fr)[traduceți], închisă și demolată în contextul descreștinării, se mai păstrează doar turnul, care a fost declarat monument istoric în secolul al XIX-lea.

## Varia
Între personalitățile care l-au avut patron onomastic s-a numărat Albino Luciani (1912-1978), care în anul morții sale a fost papă timp de 33 de zile (papa Ioan Paul I). 